# František Jehlička
František Jehlička, uváděn též jako František Jehlicska (20. ledna 1879 Kúty – 3. ledna 1939 Vídeň), byl slovenský římskokatolický kněz, politik a publicista, v meziválečném období stoupenec prouherské a promaďarské orientace.

## Studium
Svá gymnaziální studa absolvoval ve Skalici, Ostřihomi a v Prešpurku. Všude vynikal jako mimořádně nadaný student. Ve studiích pokračoval na teologickém institutu Pázmáneu ve Vídni, kde byl jako druhý Slovák v historii promován Sub auspiciis imperatoris. Na znak uznání jeho mimořádných studijních výsledků mu císař František Josef I. daroval diamantový prsten.

## Poslancem uherského sněmu
Po ukončení studií působil jako kaplan v Modře, kde současně přednášel v učitelském ústavu. Po svém kněžském přeložení do Prešpurku v roce 1904 se zapojil do činnosti skupiny okolo Ferdiše Jurigy. Pod pseudonymem Salesius byl stálým přispěvatelem slovenských Katolických novin.
Byl poslancem Uherského sněmu za Slovenskou ľudovou stranu. Do uherského sněmu úspěšně kandidoval za pezinský okres v roce 1906. V rámci předvolebního boje vystoupil po boku Andreje Hlinky v ružomberském okrese na podporu kandidatury Vavro Šrobára. Tehdejší římskokatolická církevní herarchie se snažila - podle hesla „nemůžeš sloužit dvěma pánům“ - zamezit angažovanosti slovenských kleriků v politice. V době soudních procesů s Hlinkou i Jurigou se Jehlička rozhodl vrátit svůj poslanecký mandát a nastoupit na místo profesora teologického institutu v Budapešti. Na poslanecký mandát rezignoval v únoru 1907.

## Aktivity po vzniku Československa
V roce 1919 se stal poslancem československého Revolučního národního shromáždění v Praze. Zvolen byl na 39. schůzi v březnu 1919. Mandátu byl ale již na podzim 1919 zbaven.
Již brzy po vzniku Československa se totiž stal razantním kritikem československé moci na Slovensku. Jako katolický konzervativec odmítal liberální zákonné předlohy, vystupoval např. proti uzákonění rozluky manželství. V srpnu 1919 navštívil Andreje Hlinku v Ružomberku a stěžoval si na perzekuci katolického tisku a spolků ze strany Čechů, respektive ministra Vavro Šrobára. Byl spoluautorem Memoranda slovenského národa z 20. září 1919 adresovaného Pařížské mírové konferenci, kam Jehlička přesvědčil vycestovat i Andreje Hlinku, aby samostatně vyjednávali o státoprávní budoucnosti Slováků. Jejich akce byla československými politiky odmítnuta a Jehlička na podzim 1919 kvůli ní ztratil poslanecký mandát.
Na rozdíl od autonomisticky orientovaného Hlinky byl Jehlička stoupencem promaďarské, respektive prouherské orientace, později přímo maďarským agentem. V memorandu, které v roce 1919 neúspěšně předkládal velmocem na mírové konferenci, dokonce byl i požadavek na vypsání referenda o příslušnosti Slovenska k ČSR či Maďarsku. Hlinka, ač signatář tohoto memoranda, později odmítal, že by takový požadavek někdy odsouhlasil. Historik Jan Rychlík to přičítá faktu, že Hlinka neuměl francouzsky a Jehlička memorandum stylizoval ve francouzštině. Do Československa se Jehlička po své misi na mírovou konferenci již nevrátil.
Od roku 1919 působil v zahraničí, kde se zasazoval o státoprávní rozchod Slováků s Čechy a návrat Slovenska pod uherskou Svatoštěpánskou korunu. V roce 1928 se v Budapešti pochvalně vyjádřil o článku vacuum iuris, který napsal Vojtech Tuka a v němž se naznačovala možnost právní neplatnosti československé moci na Slovensku.

## Výběr z díla
- O tlači (Trnava 1911)
- O bratskej svornosti (Ružomberok 1916)
- Slabé duše čili a falošnej stydlivosti (Ružomberok 1916)
- Veliké prikazánie čili O láske k bližnému (Ružomberok 1916)
- František Jehlička. Kto on je a čo chce (Cleveland 1920)
- A 10 cseh csapás Szlovenszkóban (Desať pohrôm, ktoré Česi spôsobili Slovensku)(Vídeň 1928)
- Reply to Mr. R. W. Seton Watson book “Slovakia then and now” (Vídeň 1932)
- La revision et les Slovaques. A revízió és a szlovákok (Bp. 1933)
- A new forged document made use by the Czechs in Geneva and London (Vídeň 1934)
- Appel des Slovaques adresse a la nation francaise (Vídeň 1933)
- Aide-memoire du Conseil Slovaque présenté a la Société des Nations au sujet du bolchevisme et du problème slovaque (spoločne s V. Dvorčák a F. Ungerom) (Ženeva 1935)
- Le problème Slovaque (Bp. & Ženeva 1935)
- Quo vadis slowaczyzno? (Varšava 1935)
- Appeal to British Common Sense for the Sake of World Peace (spolu s V. Dvorčákom) (June 1937)
- Father Hlinka's Struggle for Slovak Freedom (Londýn 1938)